# 徐冕
徐冕（1869年—？年），字東平，四川省潼川府遂寧縣人，光緒二十九年（1903年）癸卯補行辛丑壬寅恩正併科進士，官吏部主事，國變後曾權攝遂寧縣知事，民國八、九年建曾任遂寧縣教育局局長。後客居瀘縣，曾與友人組織詩社，並任川南師校、瀘縣中學國文教員。
徐冕，字東平，遂寧縣人，清進士，吏部主事，國變後歸里，值知事遇亂遁，權攝縣篆，後客瀘，與瀘人陳錢蓀、溫小泉、羅小吟、高琴蓀結詩社，任川南師校、瀘縣中學國文教員，性和厚為文平正通達，教弟子躬行實踐，一旦思歸，遂去。
 — 王禄昌等， 民國瀘縣志